# Желовце
Желовце (слч. Želovce) насељено је мјесто са административним статусом сеоске општине (слч. obec) у округу Вељки Кртиш, у Банскобистричком крају, Словачка Република.

## Становништво
| Година:    | 1994. | 2004.   | 2014.   | 2024.    |
| ---------- | ----- | ------- | ------- | -------- |
| Број људи: | 1324  | 1314    | 1289    | 1154     |
| Разлика:   |       | -0,75 % | -1,90 % | -10,47 % |

| Година:    | 2023. | 2024.   |
| ---------- | ----- | ------- |
| Број људи: | 1177  | 1154    |
| Разлика:   |       | -1,95 % |

Према подацима о броју становника из 2011. године насеље је имало 1.333 становника.